# Districtul Kapho
Kapho (thailandeză กะพ้อ) este un district (Amphoe) în Provincia Pattani, în Thailanda de sud.

## Istorie
Districtul minor (King Amphoe) Kapho a fost fondat la 15 martie 1982 prin despărțirea celor trei tambonuri sudice din Districtul Sai Buri. La 4 noiembrie 1993 a devenit un district.

## Geografie
Districtele vecine sunt Districtul Thung Yang Daeng și Districtul Sai Buri a Provinciei Pattani, Districtul Bacho a Provinciei Narathiwat și cu Districtul Raman al Provinciei Yala.

## Administrație
Districtul este subdivizat în 3 subdistricte (tambon), care sunt subdivizate în 22 sate (muban). Nu sunt zone municipale (thesaban) și 3 organizații administrative al tambon-ului.
| Număr | Nume           | Thailandeză | Sate | Locuitori |  |
| ----- | -------------- | ----------- | ---- | --------- |  |
| 1.    | Karubi         | กะรุบี        | 9    | 5,048     |  |
| 2.    | Talo Due Raman | ตะโละดือรามัน | 6    | 4,300     |  |
| 3.    | Plong Hoi      | ปล่องหอย     | 7    | 6,434     |  |